# Sosialistisk Venstreparti
Sosialistisk Venstreparti (forkortet SV) er et socialistisk politisk parti i Norge, der er søsterparti til danske SF.
Partiet blev dannet i 1975, da Sosialistisk Valgforbund, som var dannet to år forinden blev til et egentligt parti.
SV var fra 2005 til 2013 i regering med Arbeiderpartiet og Senterpartiet.
Ved valget i 2015 fik partiet 4,1 procent af stemmerne.

## Formænd
| Formand           | Periode   |
| ----------------- | --------- |
| Berit Ås          | 1975-1977 |
| Berge Furre       | 1977-1985 |
| Theo Koritzinsky  | 1985-1989 |
| Erik Solheim      | 1989-1997 |
| Kristin Halvorsen | 1997-2012 |
| Audun Lysbakken   | 2012-     |